# Faetó (planeta)

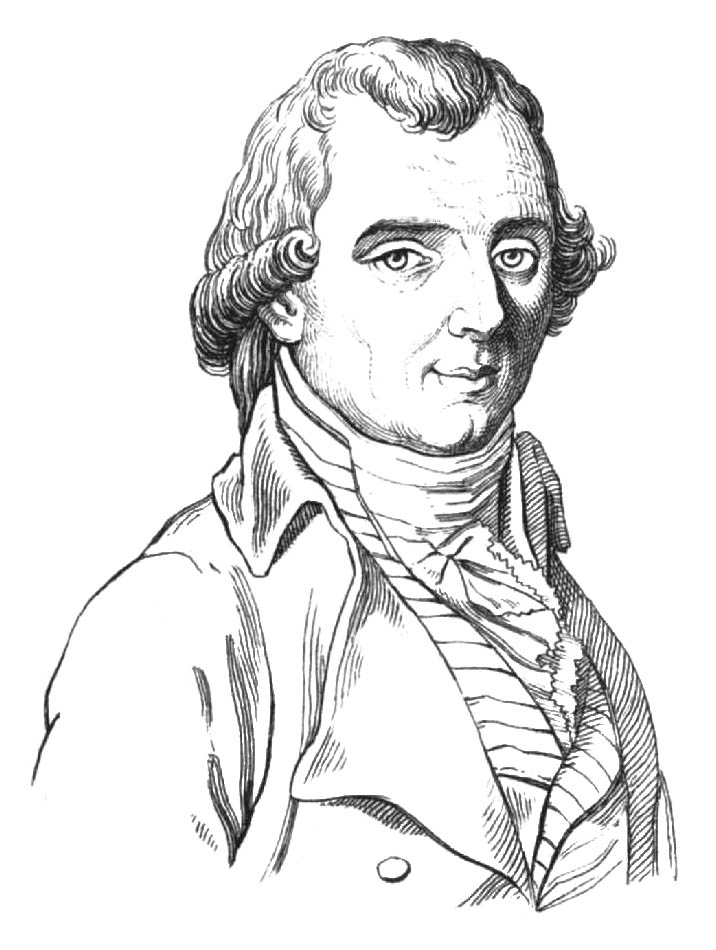
Heinrich Wilhelm Matthäus Olbers, qui va formular la hipòtesi del planeta Faetó

Faetó, o també Faetont, és el nom d'un planeta hipotètic existent entre les òrbites de Mart i Júpiter, la destrucció del qual suposadament va portar a la formació del cinturó d'asteroides del nostre sistema solar intern. El planeta hipotètic pren el seu nom de Faetont, el fill del déu del Sol anomenat Hèlios en la mitologia grega, que va intentar conduir el carro solar del seu pare durant un dia, amb resultats desastrosos per a la Terra, i que fou finalment fulminat per Zeus amb els seus llamps abans que quedés destruït tot l'univers.
L'asteroide 3200 Faetont, en anglès 3200 Phaethon, comparteix el nom amb aquest planeta hipotètic. 3200 Faetont és un asteroide Apol·lo amb unes propietats inusuals que també es manifesten en la seva alta excentricitat orbital, la qual creua les òrbites de Mercuri, Venus, la Terra i Mart, arribant a ser un dels asteroides amb nom que més s'apropen al Sol.

## La hipòtesi Faetont
D'acord amb la llei de Titius-Bode, que periòdicament ha sofert aprovacions i desaprovacions per part de la comunitat científica, se suposava que existia un planeta entre Mart i Júpiter. Després d'assabentar-se dels descobriments realitzats per l'astrònom i professor alemany Johann Daniel Titius (1729-1796), el mateix Johann Elert Bode va impulsar la recerca del cinquè planeta.
Quan Ceres, el major dels asteroides del cinturó (ara considerat un planeta nan) va ser descobert el 1801 en la posició predita, molts van creure que era el planeta perdut. Però l'any 1802, l'astrònom alemany Heinrich Wilhelm Matthäus Olbers va descobrir i va nomenar un altre objecte ubicat en la mateixa òrbita general, l'asteroide Pal·les.
Olbers, posteriorment va proposar que aquests nous descobriments eren fragments d'un planeta avortat que originalment girava entorn del Sol. També va predir que més d'aquestes peces serien trobades formant part del cinturó d'asteroides. Els descobriments de l'asteroide Juno per Karl Ludwig Harding i de Vesta per Olbers van apuntalar aquesta hipòtesi.
En l'actualitat, les teories relacionades amb la formació del cinturó d'asteroides a partir de la destrucció d'un hipotètic cinquè planeta, són anomenades col·lectivament com a "Teoria de la disrupció". Aquesta teoria, indica que en algun moment va haver-hi un membre planetari major del nostre sistema solar, circulant en el buit actual entre Mart i Júpiter, el qual va ser destruït quan:
- Es va apropar massa a Júpiter i va ser esbocinat per la potent gravetat del gegant gasós.
- Va ser colpejat per un altre cos celestial gran.
- Va patir l'influx negatiu d'una hipotètica nana marró, l'estrella companya del Sol coneguda com a Nèmesi.
- Va experimentar alguna mena de catàstrofe interna de conseqüències nefastes.

En el segle xx, l'estudiós rus dels meteorits Ievgueni Krínov (involucrat en la investigació de l'esdeveniment de Tunguska), va suggerir que el planeta explotat en la teoria d'Olbers fos anomenat Faetont, per motiu del mite grec.
Tenint-se doncs en consideració la prèvia existència de Faetont, des del món acadèmic van sorgir altres teories científiques que donaven suport a la idea de considerar al planeta nan Ceres o inclús a Mart, com a antigues llunes naturals del citat planeta desaparegut. Una de les suposicions per afirmar que Mart era un antic satèl·lit natural de Faetont, que després del cataclisme va trobar la seva pròpia òrbita dins el sistema solar, es basaria en la característica però també irregular exposició a meteorits soferta per la superfície marciana.

## El planeta Faetó (o Faetont) avui

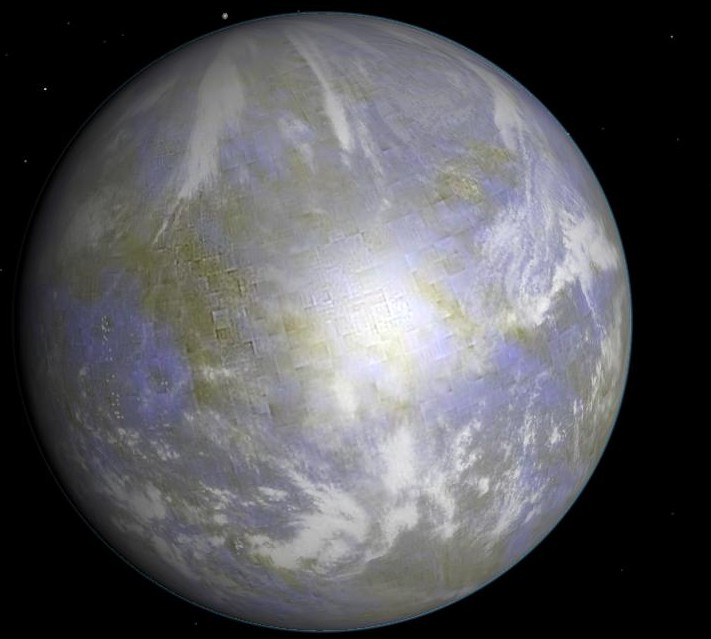
Recreació artística del suposat planeta Faetó.

Fins fa poc, la hipòtesi Faetont havia quedat obsoleta pel model del disc d'acreció. No obstant, els recents descobriments que han tingut lloc a partir de l'any 2010 respecte a la composició específica de certs asteroides del cinturó entre Mart i Júpiter, ha fet replantejar de nou aquesta hipòtesi com a possible. De totes maneres, molts astrònoms avui dia segueixen confiant en la teoria que creu que els asteroides que rauen al cinturó principal són les restes d'un disc protoplanetari i que, en aquesta regió, la incorporació de restes protoplanetàries als planetes va ser impedida per les grans pertorbacions gravitacionals induïdes per Júpiter durant el període formatiu del nostre sistema solar.
Malgrat això, i gràcies a les noves troballes científiques, la hipòtesi que en el seu dia va haver-hi un gran planeta desaparegut al lloc que actualment ocupa el cinturó d'asteroides entre Mart i Júpiter, continua sent defensada per alguns científics però també per no-científics. Un proponent notable és Zecharia Sitchin, qui ha proposat, basant-se en les lectures d'antigues mitologies sumèries, que la deessa coneguda pels sumeris com a Tiamat en realitat referia al planeta que fou destruït per un planeta interestel·lar conegut com a Nibiru. Tot i així, el seu treball és considerat majoritàriament com a pseudociència.
L'astrònom i autor Tom Van Flandern, sostenia que el planeta Faetont va arribar explotar mitjançant el desencadenament d'algun mecanisme intern. En la seva obra anomenada 'Exploded Planet Hypothesis 2000', enumera com a possibles causes de l'explosió; tant una reacció nuclear d'urani fora de control en el nucli, com un canvi d'estat degut a un refredament del planeta generant-se llavors una fase de canvi de densitat (com de l'estat aquós al de gel), que causà que el planeta arribés a la implosió o a explotar, o per mitjà de l'absorció continua de calor en el nucli de gravitons.
L'any 1972, els estudis Soyuzmultfilm van produir un curtmetratge d'animació titulat Faetó: el fill del Sol (Фаэтон - Сын Солнца), dirigit per Vasíliy Ivánov (Василий Ливанов, n. 1935), en el qual es tracta el tema del cinturó d'asteroides com a restes d'un planeta.
El 1988, Donald W. Patten va escriure un llibre anomenat Catastrofisme i el Vell Testament, esbossant la teoria que un planeta, al que va anomenar Astra, va depassar a Mart i, en abastar el límit de Roche, es va trencar a bocins (més o menys com el cometa Shoemaker-Levy 9 ho va fer quan va arribar al límit de Roche l'any 1994).
En fonts relacionades amb els OVNIs i amb mèdiums, Faetont és també conegut com a "Maldek".